# Eugeniusz Kościelak
Eugeniusz Jerzy Kościelak (ur. 6 września 1930 w Łodzi, zm. 14 lutego 2022 w Warszawie) – polski lekarz, hematolog, profesor nauk medycznych. Specjalizował się w biochemii oraz immunochemii. Prowadził badania głównie nad krwią – jej chorobami, budową oraz właściwościami jej komórek, układem grupowym AB0. Członek korespondent krajowy Polskiej Akademii Nauk od 1983 roku, członek rzeczywisty tej instytucji od 1994 roku. Pracownik stołecznego Instytutu Hematologii i Transfuzjologii.
W 1948 roku ukończył Państwowe Gimnazjum i Liceum im. Stefana Batorego w Warszawie. Absolwent Akademii Medycznej w Warszawie (rocznik 1953). Stopień profesora nadzwyczajnego nauk medycznych uzyskał w 1973 roku, a profesora zwyczajnego w 1982 roku. 
Pochowany na cmentarzu ewangelicko-reformowanym w Warszawie.

## Wybrane prace
Był kierownikiem, recenzentem, wykonawcą i promotorem wielu prac z zakresu medycyny, między innymi:
- Analiza mutacji i wprowadzenie technik proteomiki w diagnostyce wrodzonych niedokrwistości hemolitycznych
- Glikosfingolipidy a aktywność receptora insulinowego. Poszukiwanie zależności
- Rola galaktozylotransferazy UDP-galaktoza:ceramid (UGT8) w progresji ludzkiego raka sutka
- Udział cukrowców w przekazywaniu informacji biologicznej: wybrane zagadnienia z glikopatologii
- Wpływ budowy reszty ceramidowej gangliozydu GM1 na jego lokalizację w opornych na detergenty domenach błonowych komórek HL-60 białaczki człowieka
- Charakterystyka i funkcja glikanów integryny α3β1 w wybranych liniach komórkowych pęcherza moczowego i czerniaka
- Rejestr chorych na wrodzone niedokrwistości hemolityczne
- Ocena ekspansji komórek progenitorowych megakariocytów w dwustopniowej hodowli in vitro komórek CD34
- Molekularne podstawy rulonizacji krwinek czerwonych in vitro
- Glikozylotransferazy komórek krwi, osocza i surowicy

## Nagrody i wyróżnienia
W trakcie swojej kariery naukowej został uhonorowany wieloma nagrodami i wyróżnieniami, między innymi:
- Indywidualną Nagrodą Państwową drugiego stopnia (1980),
- Nagrodą im. Jędrzeja Śniadeckiego Wydziału Nauk Medycznych PAN (1977),
- Nagrodą im. Jakuba Parnasa Polskiego Towarzystwa Biochemicznego (1977),
- Nagrodą Specjalną w Roku Nauki Polskiej PAN, oraz Ministra Nauki i Szkolnictwa Wyższego (1973),
- Zespołową Nagrodą Wydziału Nauk Medycznych PAN (1970),
- Krzyżem Kawalerskim Orderu Odrodzenia Polski (1985),
- Złotym oraz Srebrnym Krzyżem Zasługi,
- Medalem 40-lecia Polski Ludowej
- Odznaką honorową „Za wzorową pracę w służbie zdrowia”
- Medalem 20-lecia Instytutu Hematologii